# Хокей на зимових Олімпійських іграх 1968
Чемпіонат світу та Європи з хокею із шайбою 1968 — спортивні змагання з хокею із шайбою у рамках X зимових Олімпійських ігор під егідою Міжнародної федерації хокею із шайбою (ІІХФ), які відбувалися з 6 по 17 лютого 1968 року в Греноблі (Франція). Матчі проходили на Льодовій Олімпійській арені. 
Турнір проходив в одне коло. Збірна СРСР виграла золоті медалі. 
Одночасно з турніром найсильніших збірних (група А), проходили турніри в групі В.

## Перший раунд
Перед початком змагань пройшли кваліфікаційні ігри за право грати у групі А.
| 4 лютого 1968 | НДР | 3 : 1 (2:1, 1:0, 0:0) | Норвегія | Льодова Олімпійська Арена, Гренобль |

|                 |  |          |  |  |
| Ціше Фукс Пруза |  | Сіверсен |  |  |
|                 |  |          |  |  |
|                 |  |          |  |  |

| 4 лютого 1968 | ФРН | 7 : 0 (1:0, 3:0, 3:0) | Румунія | Льодова Олімпійська Арена, Гренобль |

|                                                   |  |  |  |  |
| Ганіг 2 Шлодер Копф Шнайтбергер Майндль Вайзенбах |  |  |  |  |
|                                                   |  |  |  |  |
|                                                   |  |  |  |  |

| 4 лютого 1968 | Фінляндія | 11 : 2 (3:0, 6:0, 2:2) | Югославія | Льодова Олімпійська Арена, Гренобль |

|                                                                       |  |             |  |  |
| Оксанен 2 Пельтонен 2 Рейнамякі 2 Валстен Кетола Кейнонен Хар'ю Лейму |  | Фелц Смолей |  |  |
|                                                                       |  |             |  |  |
|                                                                       |  |             |  |  |

Збірні Фінляндії, Східної Німеччини та Західної Німеччини кваліфікувалися в групу А, де змагатимуться за призові місця. Збірні Румунії, Югославії і Норвегії братимуть участь в групі В, де змагатимуться за 9-14-е місце.

## Група А
| М | Команда        | І | Пер | Н | Пор | ЗШ | ПШ | О  |
| - | -------------- | - | --- | - | --- | -- | -- | -- |
| 1 | СРСР           | 7 | 6   | 0 | 1   | 48 | 10 | 12 |
| 2 | Чехословаччина | 7 | 5   | 1 | 1   | 33 | 17 | 11 |
| 3 | Канада         | 7 | 5   | 0 | 2   | 28 | 15 | 10 |
| 4 | Швеція         | 7 | 4   | 1 | 2   | 23 | 18 | 9  |
| 5 | Фінляндія      | 7 | 3   | 1 | 3   | 17 | 23 | 7  |
| 6 | США            | 7 | 2   | 1 | 4   | 23 | 28 | 5  |
| 7 | ФРН            | 7 | 1   | 0 | 6   | 13 | 39 | 2  |
| 8 | НДР            | 7 | 0   | 0 | 7   | 13 | 48 | 0  |

Скорочення: М = підсумкове місце, І = ігри, Пер = перемоги, Н = нічиї, Пор = поразки, ЗШ = закинуті шайби, ПШ = пропущені шайби, О = набрані очки

### Результати матчів
| М | Команди        | 1    | 2    | 3    | 4   | 5   | 6    | 7   | 8    | Ш     | О  |
| - | -------------- | ---- | ---- | ---- | --- | --- | ---- | --- | ---- | ----- | -- |
|   | СРСР           | •    | 4:5  | 5:0  | 3:2 | 8:0 | 10:2 | 9:1 | 9:0  | 48-10 | 12 |
|   | Чехословаччина | 5:4  | •    | 2:3  | 2:2 | 4:3 | 5:1  | 5:1 | 10:3 | 33-17 | 11 |
|   | Канада         | 0:5  | 3:2  | •    | 3:0 | 2:5 | 3:2  | 6:1 | 11:0 | 28-15 | 10 |
| 4 | Швеція         | 2:3  | 2:2  | 0:3  | •   | 5:1 | 4:3  | 5:4 | 5:2  | 23-18 | 9  |
| 5 | Фінляндія      | 0:8  | 3:4  | 5:2  | 1:5 | •   | 1:1  | 4:1 | 3:2  | 17-23 | 7  |
| 6 | США            | 2:10 | 1:5  | 2:3  | 3:4 | 1:1 | •    | 8:1 | 6:4  | 23-28 | 5  |
| 7 | ФРН            | 1:9  | 1:5  | 1:6  | 4:5 | 1:4 | 1:8  | •   | 4:2  | 13-39 | 2  |
| 8 | НДР            | 0:9  | 3:10 | 0:11 | 2:5 | 2:3 | 4:6  | 2:4 | •    | 13-48 | 0  |

## Група В
| М  | Команда   | І | Пер | Н | Пор | ЗШ | ПШ | О  |
| -- | --------- | - | --- | - | --- | -- | -- | -- |
| 9  | Югославія | 5 | 5   | 0 | 0   | 33 | 9  | 10 |
| 10 | Японія    | 5 | 4   | 0 | 1   | 27 | 12 | 8  |
| 11 | Норвегія  | 5 | 3   | 0 | 2   | 15 | 15 | 6  |
| 12 | Румунія   | 5 | 2   | 0 | 3   | 22 | 23 | 4  |
| 13 | Австрія   | 5 | 1   | 0 | 4   | 12 | 27 | 2  |
| 14 | Франція   | 5 | 0   | 0 | 5   | 9  | 32 | 0  |

### Результати матчів
| 7 лютого  | Югославія | 5-1 (2-0, 0-0, 3-1)  | Японія    |
| 7 лютого  | Румунія   | 3-2 (2-0, 2-1, 2-0)  | Австрія   |
| 8 лютого  | Франція   | 1-4 (1-1, 0-2, 0-1)  | Норвегія  |
| 9 лютого  | Франція   | 3-7 (0-2, 0-2, 3-3)  | Румунія   |
| 9 лютого  | Югославія | 6-0 (2-0, 2-0, 2-0)  | Австрія   |
| 10 лютого | Норвегія  | 0-4 (0-2, 0-2, 0-0)  | Японія    |
| 11 лютого | Франція   | 2-5 (0-1, 2-3, 0-1)  | Австрія   |
| 12 лютого | Румунія   | 4-5 (0-3, 3-1, 1-1)  | Японія    |
| 12 лютого | Норвегія  | 5-4 (3-1, 2-1, 0-2)  | Австрія   |
| 13 лютого | Франція   | 1-10 (0-6, 0-1, 1-3) | Югославія |
| 14 лютого | Норвегія  | 4-3 (2-2, 1-1, 1-0)  | Румунія   |
| 15 лютого | Японія    | 11-1 (1-0, 6-0, 4-1) | Австрія   |
| 16 лютого | Югославія | 9-5 (5-3, 1-1, 3-1)  | Румунія   |
| 17 лютого | Франція   | 2-6 (0-0, 0-4, 2-2)  | Японія    |
| 17 лютого | Норвегія  | 2-3 (1-1, 0-0, 1-2)  | Югославія |

## Призери
| Золото СРСР           | Веніямин Александров, Віктор Блінов, Віталій Давидов, Анатолій Фірсов, Анатолій Іонов, Віктор Коноваленко, Віктор Кузькін, Борис Майоров, Євген Мишаков, Юрій Мойсеєв, Віктор Полупанов, Олександр Рагулін, Ігор Ромішевський, Олег Зайцев, Євген Зимін, Віктор Зінгер, В'ячеслав Старшинов, Володимир Вікулов. Тренери: Аркадій Чернишов, Анатолій Тарасов. |
| Срібло Чехословаччина | Йозеф Черний, Владімір Дзурілла, Йозеф Голонка, Ян Гавел, Петр Гейма, Їржі Голик, Йозеф Горешоський, Ян Грбатий, Ярослав Їржик, Ян Клапач, Їржі Кохта, Олдржих Махач, Карел Масопуст, Владімір Надрхал, Вацлав Недоманський, Франтішек Поспішил, Франтішек Шевчик, Ян Сухий. Тренери: Владімір Костка, Ярослав Пітнер                                        |
| Бронза Канада         | Роже Бурбонне, Кен Бродерік, Раймон Кадью, Пол Конлін, Гері Дайнін, Браєн Гленні, Тед Гаргрівз, Фран Гук, Ларрі Джонстон, Баррі Маккензі, Білл Макміллан, Стівен Монтіт, Морріс Мотт, Терренс О'Меллі, Денні О'Ши, Джеррі Піндер, Герберт Піндер, Вейн Стівенсон                                                                                             |

| Чемпіон світу з хокею із шайбою 1968 |
| ------------------------------------ |
| СРСР 8-й титул                       |

| Чемпіон Європи з хокею із шайбою 1968 |
| ------------------------------------- |
| СРСР 12-й титул                       |